# Race de monde
Race de monde est un téléroman québécois en 103 épisodes de 25 minutes scénarisée par Victor-Lévy Beaulieu et diffusée entre le 25 octobre 1978 et le 20 juin 1981 à la Télévision de Radio-Canada.

## Synopsis
« Race de monde » relate, à travers la vie d'une famille, les affrontements entre générations et classes sociales.

## Fiche technique
- Scénariste : Victor-Lévy Beaulieu
- Réalisation : Maurice Falardeau, Aimé Forget, Jean Gadoua, Guy Hoffmann, Geneviève Houle, Jean-Yves Laforce et Gilles Sénécal
- Société de production : Société Radio-Canada

## Distribution
- Paul Hébert : Charles Beauchemin
- Monique Aubry : Mathilde Beauchemin
- Raymond Bouchard : Jean-Maurice Beauchemin
- Jean-Luc Montminy : Abel Beauchemin
- Claude Prégent : Ernest Beauchemin
- Benoît Dagenais : Charles-Eugène Beauchemin
- André Lacoste : Steven Beauchemin
- Louise Saint-Pierre : Isabelle Beauchemin
- Danielle Schneider : Gabriella Beauchemin
- Robert Rivard : Oncle Phil
- Lionel Villeneuve : Pierre Picard
- Claire Bourbonnais : Catherine Picard
- Astrid Denelle : Mme Charles-Eugène Beauchemin
- Mireille Deyglun : Colette Beauchemin
- Michel Dumont : Jos Beauchemin
- Juliette Huot : Blanche Beauchemin
- Monique Lepage : Huguette Picard
- Marc Malenfant : Robert Picard
- Jacinthe Vanier : Mme Ernest Beauchemin
- Danielle Bissonnette : Michèle Colette
- Jean Brousseau : Alcide Bodoni
- Jocelyn Bérubé : Jacques Lepage
- René Caron : Catine Lévesque
- Anne Dandurand : Judith Rioux
- Paul Dion : Jean-Marc Veilleux
- Pierre Dufresne : Tony Furtado
- Ronald France : François Jobin
- Bertrand Gagnon : Edmond Massicotte
- J. Léo Gagnon : Calice Doucet
- Roger Garand : Bertrand Tremblay
- Amulette Garneau : Jeanne d'Arc Hanley
- Réjean Gauvin : Abraham Sturgeon
- Paul Guèvremont : Milien Bérubé
- Nicole Leblanc : Rosa-Rose Gagnon
- Jean-Marie Lemieux : Norbert Blondeau
- Yvon Leroux : Bob O'Connell
- Han Masson : France Jobin
- Thérèse Morange : Germaine Nadeau
- Jacques Morin : Jean-Yves Guay
- Guy Nadon : Job J. Jobin
- Nathalie Naubert : Pauline Francoeur
- Christine Olivier : Josée Ledoux
- Gérard Paradis : Banjo Hanley
- Jean Ricard : Roger Gariépy
- Jacques Rossi : Chien-chien Pichlotte
- Yolande Roy : Yvonne Bérubé
- Jean-Claude Sapre : Julien Kaufman
- Marie Tifo : Sonia Malenfant
- Louise Turcot : Marie Rousseau
- Roger Turcotte : Marcelin Meilleur
- Jacques Zouvi : Oscar Ravary
- Marie-Claude Bachand : Una
- Julie Beaulieu : Una
- Léon Bernier : Lemilien
- Roger Blay : M. Belhumeur
- André Bombardier : Facteur
- Louise Bombardier : Claudette
- Jacinthe Chaussé : Margot
- Louise Gamache : Nicole
- Claude Gasse : Mme Houle
- Roland Jetté : M. Duval
- Irène Kessler : Gaétane
- Rita Lafontaine : Dr Ferron
- Daniel Lefebvre : Frank
- Denis Marleau : ami de Judith
- Katerine Mousseau : Samm
- Michel Noël : Dr Forget
- Aubert Pallascio : Jack
- Lorraine Pintal : Fleurette
- André de Repentigny : Ken
- Pierre Rochette : Jean-Luc
- Ghislaine Tremblay : Janine
- Jacinthe Chaussé : serveuse du bar